# Baia Imperiale
Baia Imperiale is een discotheek in de buurt van de Italiaanse stad Rimini. De discotheek heeft sinds 1985 geen grote renovaties ondergaan. De Baia Imperiale behoort tot de grootste discotheken van Europa, met een capaciteit van meer dan 15000 personen. Dit aantal wordt in de zomermaanden geregeld gehaald door de vele toeristen - waaronder veel Nederlanders - uit de toeristische plaatsen Rimini en Riccione, die veelal via reisorganisaties hier komen.

## De discotheek
De discotheek is niet alleen bekend vanwege haar capaciteit maar ook vanwege de grote lasershows en liveoptredens. Verder is de discotheek gebouwd in traditionele romeinse stijl. De entree valt op door de enorme zuilenrij. Hier kunnen traditioneel foto's tegen betaling gemaakt worden van de bezoekers met op de achtergrond de entree. Ook opvallend is het zwembad dat in de discotheek gebouwd is; dit is echter niet te gebruiken bij een bezoek aan de club. De club heeft vier VIP-gedeeltes, waarvan twee zijn af te huren.
Een ander opvallend detail is dat de Baia Imperiale vanaf 1982 tot en met 1985 het huis is geweest van de kledingmagnaat Giorgio Armani.

## Muziek
De gedraaide muziek bestaat vooral uit clubhouse, maar de discotheek heeft een aantal plekken ingericht waar andere muziekstijlen gedraaid worden.